# Bathyphantes fissidens
Bathyphantes fissidens är en spindelart som beskrevs av Simon 1902. Bathyphantes fissidens ingår i släktet Bathyphantes och familjen täckvävarspindlar. Inga underarter finns listade.